# Hippia anica
Hippia anica är en fjärilsart som beskrevs av Druce 1898. Hippia anica ingår i släktet Hippia och familjen tandspinnare. Inga underarter finns listade i Catalogue of Life.